# 库巴蒂
库巴蒂是巴西帕拉伊巴州的一个市镇。总面积137.2平方公里，总人口6469人，人口密度47.2人/平方公里。